# Nelson Weiper
Nelson Weiper, né le 17 mars 2005 à Mayence en Allemagne, est un footballeur allemand qui évolue au poste d'avant-centre au FSV Mayence.

## Biographie

### FSV Mayence
Né à Mayence en Allemagne, Nelson Weiper est formé par le club de sa ville natale, le FSV Mayence. Il signe son premier contrat professionnel le 18 mars 2022,. Durant sa formation, en 2022, il reçoit la Médaille Fritz Walter d'or qui récompense les meilleurs jeunes allemands, pour la catégorie des moins de 17 ans.
Weiper joue son premier match en professionnel le 1er octobre 2022, lors d'une rencontre de championnat contre le SC Fribourg. Il entre en jeu et son équipe s'incline par deux buts à un. Il inscrit son premier but en professionnel le 24 février 2023, à l'occasion d'un match de championnat contre le Borussia Mönchengladbach. Entré en jeu à la place de Ludovic Ajorque, il participe à la victoire de son équipe (4-0 score final),. Cette réalisation fait de lui le plus jeune buteur de l'histoire du FSV Mayence, à 17 ans et 344 jours. Il bat ainsi le record détenu jusqu'ici par André Schürrle, qui avait marqué son premier but à 18 ans et 317 jours. Prolifique buteur avec les équipes U17 et U19 du club, Weiper est alors considéré comme l'un des grands talents offensifs du club.

### En sélection
Nelson Weiper représente l'équipe d'Allemagne des moins de 17 ans. Il se fait notamment remarquer le 15 février 2022 contre la Slovaquie. Titularisé ce jour-là, il marque notamment trois buts en l'espace de cinq minutes en seconde période, et ses cinq réalisations permettent à son équipe de l'emporter (9-0 score final). Weiper participe ensuite au championnat d'Europe des moins de 17 ans en 2022. Lors de ce tournoi organisé en Israël il joue quatre matchs, tous en tant que titulaire, et inscrit trois buts. Son équipe se hisse jusqu'en quarts de finale, battue aux tirs au but par la France.
Il joue également avec les moins de 18 ans de 2022 à 2023, pour un total de cinq matchs joués et un but marqué.
Nelson Weiper est convoqué avec l'équipe d'Allemagne espoirs afin de participer au championnat d'Europe espoirs en 2023. Il est le plus jeune joueur dans cette liste de la sélection allemande. Weiper joue son premier match lors de ce tournoi, le 22 juin 2023 contre Israël. Il entre en jeu et les deux équipes se neutralisent (1-1 score final),.

### Style de jeu
Avant-centre de grande taille (1,92 m (6′ 4″)), Nelson Weiper correspond au profil type du buteur, avec un bon jeu de tête mais aussi des qualités de vitesse et de technique. Sa principale qualité est son sens du but, dont il a souvent fait preuve depuis les équipes de jeunes, prenant l'habitude de marquer beaucoup de buts.

## Statistiques
Le tableau ci-dessous retrace la carrière de Nelson Weiper depuis ses débuts :

### Statistiques détaillées
| Saison                | Club                  | Championnat           | Championnat | Championnat | Coupe(s) nationale(s) | Coupe(s) nationale(s) | Compétition(s) continentale(s) | Compétition(s) continentale(s) | Compétition(s) continentale(s) | Total | Total |
| Saison                | Club                  | Division              | M.          | B.          | M.                    | B.                    | Comp.                          | M.                             | B.                             | M.    | B.    |
| 2022-2023             | FSV Mayence           | Bundesliga            | 9           | 2           | -                     | -                     | -                              | -                              | -                              | 9     | 2     |
| 2023-2024             | FSV Mayence           | Bundesliga            | 3           | 0           | 1                     | 0                     | -                              | -                              | -                              | 4     | 0     |
| Total sur la carrière | Total sur la carrière | Total sur la carrière | 12          | 2           | 1                     | 0                     | -                              | 0                              | 0                              | 13    | 2     |

## Palmarès

### En sélection nationale
- Allemagne espoirs (0) :
  - Finaliste du championnat d'Europe espoirs en 2025.